# Нарских, Иван Иванович
Иван Иванович На́рских (1907—1986) — советский учёный-тепловозник.

## Биография
Родился в 1907 году в Моршанске (ныне Тамбовская область) в семье потомственных железнодорожников (отец и дед работали машинистами паровоза).
С 1923 года — ученик слесаря и слесарь Пензенского паровозного депо.
Окончил Пензенский техникум путей сообщения (1931) и МЭМИИТ (1935).
Работал в конструкторском бюро ВНИИ железнодорожного транспорта: инженер-конструктор, начальник конструкторского бюро, научный сотрудник, руководитель дизельной лаборатории, с 1941 старший научный сотрудник.
C 1941-го по 1945 год проводил научно-исследовательские работы по использованию бурого угля в транспортных газогенераторных установках, в конструировании и исследовании таких установок, в переводе моторного подвижного состава и стационарных установок с жидкого топлива на газ из бурых углей.
В 1946 году защитил кандидатскую диссертацию на тему «Транспортные газогенераторные установки на бурых углях для железнодорожных моторно-подвижных единиц».
Автор книг:
- «Подшипниковый узел с бесканавочными вкладышами дизелей типа Д100»,
- «Дизельные поезда и автомотрисы» (в соавторстве с К. А. Шишкиным).

Автор изобретений:
- подшипниковый узел с бесканавочными вкладышами
- вкладыш для высоконагруженных подшипников.

## Награды и премии
- Сталинская премия третьей степени (1951) — за разработку нового антифрикционного сплава (БК2)
- орден «Знак Почёта»
- медаль «За оборону Москвы»
- медаль «За доблестный труд в Великой Отечественной войне 1941—1945 гг.»
- Почётный железнодорожник